# Special Olympics Nauru
Special Olympics Nauru (englisch: Special Olympics Nauru) ist der nauruische Verband von Special Olympics International, der weltweit größten Sportbewegung für Menschen mit geistiger Beeinträchtigung und Mehrfachbeeinträchtigung. Ziel ist die sportliche Förderung dieser Personengruppe und die Sensibilisierung der Gesellschaft für sie. Außerdem betreut der Verband die nauruischen Athletinnen und Athleten bei den Special Olympics Wettbewerben.

## Geschichte
Special Olympics Nauru wurde 2018 gegründet.

## Aktivitäten
2018 waren 13 Athletinnen, Athleten und Unified Partner bei Special Olympics Nauru registriert. Der Verband nahm 2019 am Programm Young Athletes teil, das von Special Olympics International ins Leben gerufen worden war.

### Sportarten
Folgende Sportarten wurden 2019 vom Verband angeboten:
- Kraftdreikampf (Special Olympics)
- Leichtathletik (Special Olympics)

### Teilnahme an den Special Olympics World Summer Games 2023 in Berlin
Special Olympics Nauru nahm an den Special Olympics World Summer Games 2023 teil. Die Delegation wurde vor den Spielen im Rahmen des Host Town Program vom Berliner Bezirk Spandau betreut. Es war eine der kleinsten Delegationen der Spiele, bestehend aus den Athleten Sis-Qo Cain und Zinzael Agir (Kraftdreikampf), dem Trainer, dem Delegationsleiter und dem Arzt der Gruppe. Unterstützung gab es durch einen Special Olympics Freiwilligen aus Indien. Das Team gewann bei diesen Weltspielen drei Gold-, zwei Silber- und zwei Bronzemedaillen.